# アッリーゴ・ボーイト
アッリーゴ・ボーイト（Arrigo Boito, 1842年2月24日 - 1918年6月10日）は、イタリアの詩人、小説家、台本作家、音楽評論家、オペラ作曲家である。今日ではヴェルディなどのオペラ台本作家として、また自身のオペラ「メフィストーフェレ（英語版）」によって知られている。

## 経歴
当時まだオーストリア帝国（ロンバルド＝ヴェネト王国）領だったパドヴァにて、イタリア人画家シルヴェストロ・ボーイトとポーランド人貴族の未亡人ユーゼファ・ラドリンスカ（イタリア名ジュゼッピーナ）との間に生まれる。ボーイトの生後まもなく両親が別れたため、母に育てられる。早くから文学と音楽に興味を示し、ミラノ音楽院に入学したボーイトはすぐに頭角を現し、これも後に有名なオペラ作曲家・指揮者となるフランコ・ファッチョとともに1861年、給費留学生としてパリに赴く。当地でヴィクトル・ユーゴー、ベルリオーズ、ロッシーニそしてヴェルディの知遇を得たという。まだ20歳にしてボーイトは、ヴェルディ「諸国民の讃歌」の作詞を行うほどの俊英だった。
しかし、大作曲家ヴェルディと若きボーイトとの関係はその後、敵対的といっていいほどまでに冷却化する。ヴェルディは明らかにボーイトをライヴァル視し始めたし、ボーイトやファッチョはヴェルディその他のイタリア人作曲家を、因習に囚われた無知な者たち、と公然と批判、リヒャルト・ワーグナーの音楽を賞揚したのである。この頃のボーイトらがミラノを中心にして行った音楽・文芸・絵画・彫刻など総合的な芸術運動は「スカピリアトゥーラ（英語版）」（Scapigliatura＝蓬髪主義）として知られている。1860年代のボーイトは先鋭的な若手詩人・評論家、ワーグナーのオペラのイタリアにおける翻訳・紹介者として有名だった。
一方でボーイトのオペラ創作意欲は止みがたく、1868年にその最初のオペラ「メフィストーフェレ」を完成する。ゲーテの有名な小説「ファウスト」を原作に、自ら台本も書いたこのオペラの初演は、イタリア・オペラの総本山ミラノ・スカラ座で56回にも及ぶリハーサルの末行われた。しかしそれは、観客の口笛と怒号、劇場内外での騒擾の渦巻く惨憺たる大失敗であった。2夜目にして、警察は混乱防止の名目で上演禁止命令を出すに至る。長大な演奏時間、ボーイト自身による指揮の稚拙さ、曲そのものもワーグナーの稚拙な模倣と考えられたこと、などが原因と考えられている。このオペラは1876年と1881年の大改訂によって、今日ではしばしば公演され、また録音もされるオペラになっている。
ワーグナーとの関係においては、1871年にワーグナー自身から手紙を受け取っているが、その出来事を契機にボーイトはワーグナーに反発を強めていく。ボーイトのこの姿勢の変化については、「ドラマこそが目的であり、音楽はその手段」と位置づけるワーグナーの歌劇論をボーイトが深く知るにつれ、ボーイトが自らの創作の方向性と相容れないと感じた、との理由が推測されている。
「メフィストーフェレ」の大失敗以降のボーイトは、楽譜出版業者ジューリオ・リコルディの勧めもあり、他のオペラ作曲家のための台本執筆を行うようになる。カタラーニの"La Falce（イタリア語版）"、ポンキエッリの「ラ・ジョコンダ」"La Gioconda"（後者はTobia Gorrioなる筆名でなされた）などを経て、1881年からは、かつての芸術上の確執を乗り越え、ヴェルディとの一連の共同作業に入ることになる。
かつては不仲ともいえたヴェルディとボーイトが共同作業に入った理由としては以下の3つが指摘されている。まずヴェルディはかつてのボーイトの批判に立腹してはいたが、その批判の内容には認めるべきものも感じており、特にイタリア・オペラの興隆のためには、管弦楽法を更に充実させた多くの歌劇作品の登場が不可欠だと感じていた点ではボーイトと同意見であったこと。次に、ヴェルディは「優れた歌劇作品には、上質の音楽は勿論、上質の台本も不可欠」と常に考え、それだけに自作に提供される台本の出来栄えに並々ならぬこだわりを示す作曲家だったが、当時は長年の友人でもあった台本作家フランチェスコ・マリア・ピアーヴェを病により失った後であり、創作を続けるため新たに有能な台本作家を必要としていたこと。そしてボーイト自身はこれまで多彩な芸術活動を展開してはいたが、どの分野においても大家とみなされ得る業績を残すには至っていない状況を鑑み、大家と協働することで、彼らの補佐役や助言者を務めることに自らの居場所を求めようとしたこと。
リコルディの引き合わせもあって、はじめに二人が着手したのはヴェルディ中期の代表作「シモン・ボッカネグラ」の改訂であった。1857年初演のこの作品にヴェルディ自身は深い思い入れをもっていたが、台本の複雑さなどから上演が稀な作品となってしまっていた。ボーイトはその卓越した文学上の才能により、より見通しのよい改訂版（1881年改訂初演）の台本を完成、この作品の成功に貢献して、ヴェルディの全面的な信頼を勝ち得る。続いて、シェイクスピアの原作を基盤にした「オテロ」（1887年）および「ファルスタッフ」（1893年）では、ヴェルディの老熟した作曲技法とボーイトの鋭い文学的感性が見事に一体化した。なお、この時代のヴェルディとボーイトの共同作業の様子は、公刊された往復書簡集にて垣間見ることができる。
ヴェルディはボーイトに対して、オペラ作曲活動を再開するようにとの励ましを与えていた。その言葉もあって、ボーイトは自身2番目のオペラ「ネローネ（英語版）」（＝暴君ネロ）の作曲を始める。しかし完全主義者で遅筆のボーイトは遂にこれを完成させることができず、1915年までに部分的に完成していた第1幕から第4幕に、アントニオ・スマレーリアとヴィンチェンツォ・トマッシーニが補作を加えたものがボーイトの死後、1924年になって、トスカニーニの指揮によりスカラ座でようやく初演を見たのだった。